# Peder Lykkeberg
Peder Lykkeberg, né le 11 février 1878 à Skanderborg au Danemark et mort le 23 décembre 1944 à Copenhague, est un nageur danois. Il termina 3e de l'épreuve de natation sous l'eau lors des Jeux olympiques de 1900 à Paris (et unique apparition de cette épreuve lors des jeux olympiques), derrière les Français Charles Devendeville et André Six.

## Palmarès
| Discipline / Année   | JO Paris 1900 |
| nage sous l'eau 60 m | Bronze        |